# Tania Raymonde
Tania Raymonde (født Tania Ferreti Katz den 22. marts 1988) er en amerikansk skuespillerinde. Hendes første større rolle var i tv-serien Malcolm in the Middle, hvor figurerede som Cynthia Sanders. Hun medvirker også som Alex i American Broadcasting Companys Lost.